# Tatsumi Hijikata
Tatsumi Hijikata (japanisch 土方 巽, eigentlich Yoneyama Kunio; geboren 9. März 1928 in Akita (Präfektur Akita); gestorben 21. Januar 1986 in Tokio) war ein japanischer Butohtänzer.

## Leben und Wirken
Tatsumi Hijikata, geboren als Yoneyama Kunio, nahm später den Familiennamen  Motofuji (元藤) an. Nach seinem Abschluss an der Technischen Schule von Akita zog er nach Tokio, um bei den Tänzern Eguchi Takaya (江口 隆哉; 1900–1977), Ōno Kazuo (1906–2010) und anderen zu studieren. 1959 führte er bei der „Newcomer-Performance der All Japan Art Dance Association“ (全日本芸術舞踊協会新人公演, Zen Nihon geijutsu butō kyōgikai shinjin kōen) das Stück „Kinjiki“ (禁色) auf, das auf dem Roman „Verbotene Farben“ von Mishima Yukio basiert, das aber wegen seiner übertriebenen und perversen Erotik kritisiert wurde. Später vertrat er den „dunklen Butō“ (暗黒舞踏, Ankoku butō) mit dem Ziel, verschiedene im Körper verborgene Aspekte ans Licht zu bringen, zeigte auf der Bühne geduckte Bewegungen mit Gesten wie O-Beinen und Krabbenbeinen. Er führte „Amma“ (あんま) 1963, „Rose Coloured Dance“ (バラ色ダンス, Bara-iro dansu) 1965 und andere Werke auf. Er  veröffentlichte auch Werke, die auf Werken von Jean Genet, Lautreamont und anderen basierten.
Nach „Mutiny of the Body“ (肉体の叛乱, Nikutai hanron) (1968) konzentrierte er sich auf die volkstümlichen Gesten des japanischen Volkes und war seit 1970 im Studio „Asbestos Kan“ (アスベスト館) tätig. Zu seinen repräsentativen Werken aus dieser Zeit zählen „Twenty-Seven Nights for the Four Seasons“ (四季のための二十七晩, shiki no tame nijūnana ban) 1972 und „The Quiet House“ (静かな家, Shizukana ie) 1973. Er spielte eine zentrale Rolle als Begründer des Butō und hat Künstler wie Ashikawa Yōko (芦川羊子; geboren 1947) und Maro Akaji (麿 赤児; geboren 1943) hervorgebracht.
Hijikata ist der Autor von Büchern wie „From Being Jealous of a Dog's Blood Vessels“ (犬の血管に嫉妬することから, Inu no kekkan ni shitto suru koto kara) 1976.